# 1. Kavallerie-Division (Deutsches Kaiserreich)
Die 1. Kavallerie-Division war ein Großverband der Preußischen Armee, der für die Dauer der Mobilmachung anlässlich des Sardinischen Krieges 1859, des Deutschen Krieges 1866, des Krieges gegen Frankreich 1870/71 und des Ersten Weltkrieges bestand.

## Gliederung

### 1866
- 1. Schwere-Kavallerie-Brigade
  - Regiment der Gardes du Corps
  - Garde-Kürassier-Regiment
- 2. Schwere-Kavallerie-Brigade
  - Brandenburgisches Kürassier-Regiment Nr. 6
  - Magdeburgisches Kürassier-Regiment Nr. 7
- 3. Schwere-Kavallerie-Brigade
  - Garde-Dragoner-Regiment
  - 1. Garde-Ulanen-Regiment
  - 2. Garde-Ulanen-Regiment

### 1870/71
- 1. Kavallerie-Brigade
- 2. Kavallerie-Brigade

### Kriegsgliederung bei Mobilmachung 1914
- 1. Kavallerie-Brigade
  - Kürassier-Regiment „Graf Wrangel“ (Ostpreußisches) Nr. 3
  - Dragoner-Regiment „Prinz Albrecht von Preußen“ (Litthauisches) Nr. 1
- 2. Kavallerie-Brigade
  - Litthauisches Ulanen-Regiment Nr. 12
  - Jäger-Regiment zu Pferde Nr. 9
- 41. Kavallerie-Brigade
  - Kürassier-Regiment „Herzog Friedrich Eugen von Württemberg“ (Westpreußisches) Nr. 5
  - Ulanen-Regiment „von Schmidt“ (1. Pommersches) Nr. 4
- Reitende Abteilung/Feldartillerie-Regiment „Prinz August von Preußen“ (1. Litthauisches) Nr. 1
- MG-Abteilung Nr. 5
- Pionier-Abteilung

### Kriegsgliederung vom 4. März 1918
- Leib-Husaren-Brigade
  - 1. Leib-Husaren-Regiment Nr. 1
  - 2. Leib-Husaren-Regiment „Königin Viktoria von Preußen“ Nr. 2
- 2. Kavallerie-Brigade
  - Litthauisches Ulanen-Regiment Nr. 12
  - Jäger-Regiment zu Pferde Nr. 9
- 18. Kavallerie-Brigade
  - Kürassier-Regiment „Graf Wrangel“ (Ostpreußisches) Nr. 3
  - Dragoner-Regiment „Prinz Albrecht von Preußen“ (Litthauisches) Nr. 1
  - 1. und 2. Radfahr-Kompanie/Pommersches Jäger-Bataillon „Fürst Bismarck“ Nr. 2
  - Reitende Abteilung/Feldartillerie-Regiment „Prinz August von Preußen“ (1. Litthauisches) Nr. 1
  - Reitende Abteilung/1. Westpreußisches Feldartillerie-Regiment Nr. 35
  - Kavallerie-Pionier-Abteilung Nr. 1

## Gefechtskalender
Die Division wurde im Rahmen der Mobilmachung zu Beginn des Ersten Weltkriegs gebildet und ausschließlich an der Ostfront eingesetzt. Hier verblieb sie nach dem Frieden von Brest-Litowsk als deutsche Polizeimacht. Sie wurde zunächst in Livland und Estland verwendet und kam dann in die Ukraine, wo sie über das Ende des Krieges bis 16. März 1919 verblieb.

### 1914
- 17. August – Gefecht bei Stallupönen
- 19. bis 20. August – Schlacht bei Gumbinnen
- 23. bis 31. August – Schlacht bei Tannenberg
- 05. bis 15. September – Schlacht an den Masurischen Seen
- 25. bis 30. September – Gefecht am Njemen
- 01. Oktober bis 5. November – Stellungskämpfe bei Grajewo-Wizajny
- 06. bis 8. November – Schlacht bei Göritten
- 13. bis 16. November – Schlacht an der Romintener Heide
- ab 15. November – Stellungskämpfe um die Feldstellung bei Lötzen und an der Angerapp

### 1915
- bis 7. Februar – Stellungskämpfe um die Feldstellung Lötzen-Angerapp
- 08. bis 22. Februar – Winterschlacht in Masuren
- 23. Februar bis 6. März – Gefechte am Bobr
- 07. bis 16. März – Gefechte in der Grenzstellung Sereje-Simno-Luchwinow und Mariampol
  - 9. bis 12. März – Gefechte bei Sejny
- 25. bis 30. März – Gefechte bei Krasnopol und Krasne
- 31. März bis 20. Juli – Stellungskämpfe zwischen Augustow, Mariampol und Pilwiszki
- 21. Juli bis 7. August – Kämpfe an der Jesia und bei Wejwery
- 08. bis 18. August – Belagerung von Kowno
- 19. August bis 8. September – Njemen-Schlacht
- 09. September – Szyrwinty
- 09. bis 24. September – Schlacht bei Wilna
- 24. September bis 19. Oktober – Gefechte an der Mjadsjolka und Dryswjata
- ab 6. November – Küstenschutz Nord-Kurland

### 1916
- Küstenschutz Nord-Kurland

### 1917
- bis 22. August – Küstenschutz Nord-Kurland
  - 23. Januar bis 3. Februar – Winterschlacht an der Aa
- 01. bis 5. September – Schlacht um Riga
- 06. September bis 28. Oktober – Stellungskämpfe nördlich der Düna
- ab 29. Oktober – Besatzungsdienst bei Etat-Inspektion 10

### 1918
- bis 10. März – Besatzungsdienst bei Etat-Inspektion 10
- 11. März bis 2. Mai – Besetzung von Livland und Estland als deutsche Polizeimacht
- 03. Mai bis 21. Juni – Kämpfe zur Unterstützung der Ukraine
- 22. Juni bis 15. November – Besetzung der Ukraine
- ab 16. November – Räumung der Ukraine

### 1919
- bis 16. März – Räumung der Ukraine

## Kommandeure
| Dienstgrad      | Name                                     | Datum                                  |
| --------------- | ---------------------------------------- | -------------------------------------- |
| Generalmajor    | Leopold Friedrich Karl August von Riedel | 14. Juni bis 25. Juli 1859             |
| Generalmajor    | Hermann von Alvensleben                  | 08. Mai bis 16. September 1866         |
| Generalleutnant | Julius von Hartmann                      | 18. Juli 1870 bis 19. Mai 1871         |
| Generalleutnant | Hermann Brecht                           | 02. August 1914 bis 2. September 1916  |
| Generalleutnant | Hans von Heuduck                         | 03. September 1916 bis 26. Januar 1918 |
| Generalmajor    | Anton von der Schulenburg                | 27. Januar 1918 bis 1919               |